# William Wrigley Jr.
William Wrigley Jr.  (30 de septiembre de 1861-26 de enero de 1932) fue un empresario de la goma de mascar de los Estados Unidos. Fue el fundador del epónimo de la Wm. Wrigley Jr. Company en 1891. Nació en Filadelfia.

## Biografía
William Wrigley Jr. estudió en la Universidad de Yale, donde fue hermano de la fraternidad de Delta Kappa Epsilon (capítulo Phi). Más tarde desempeñó un papel muy importante en la historia de la  Isla de Santa Catalina, que se encuentra situada enfrente de la costa de Los Ángeles (California). Compró intereses en la isla de tal modo que controlaba la isla en 1919 y mejoró la isla con servicios públicos, nuevos buques de vapor, un hotel, el edificio del casino, y extensas plantaciones de árboles, de arbustos y de flores. También intentó crear una empresa que ayudaría a dar empleo a residentes locales. Usando la arcilla y los minerales que encontró en la isla, en 1927 William Wrigley Jr. creó la « Pebbly Beach quarry and tile plant » ( planta de azulejos y de guijarros de la mina ), en una playa situada cerca de Avalón. Además de crear un mercado de trabajo para los residentes de Avalón, la planta también proporcionó los materiales necesarios para los numerosos proyectos de edificaciones de Wrigley en la isla. Después del terminar el edificio del casino de Avalón en 1929, la producción de azulejos de la planta cerámica de Santa Catalina se dedicó a la exportación fuera de la isla, con producciones de azulejos esmaltados hechos a mano, así como servicios de mesa y otros artículos prácticos del hogar, tales como sujetalibros. Actualmente, los productos de la cerámica artística de Santa Catalina son unos productos muy populares de cerámica antigua para colecciones.  Sin embargo, el mayor legado de William Wrigley Jr.'s fue su plan para el futuro de la isla de Santa Catalina  — para que permaneciera protegida para el disfrute de futuras generaciones. Su hijo, P.K. Wrigley, estableció el Catalina Island Conservancy para esto en  1972 y transfirió todas las propiedades de la familia a este.  Wrigley es honrado con el mausoleo  Wrigley que se encuentra en el Jardín Botánico Wrigley en la isla.

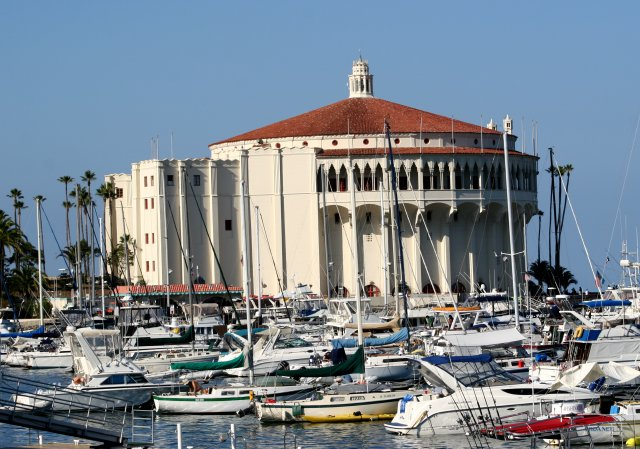
El casino de Avalón, en la isla de Santa Catalina.

 Wrigley fue también el propietario del equipo de béisbol Chicago Cubs, que realizaba su entrenamiento anual de primavera en la isla de Santa Catalina. El estadio en Chicago "Wrigley Field", de los "Cubs", está nombrado en su honor. La actualmente demolida antigua sede de Los Angeles Angels de la Pacific Coast League, en los tiempos álgidos del equipo Cubs, también se denominaba como "Wrigley Field (Los Angeles)". Wrigley compró los Chicago Cubs de su anterior propietario Albert Lasker en 1925.

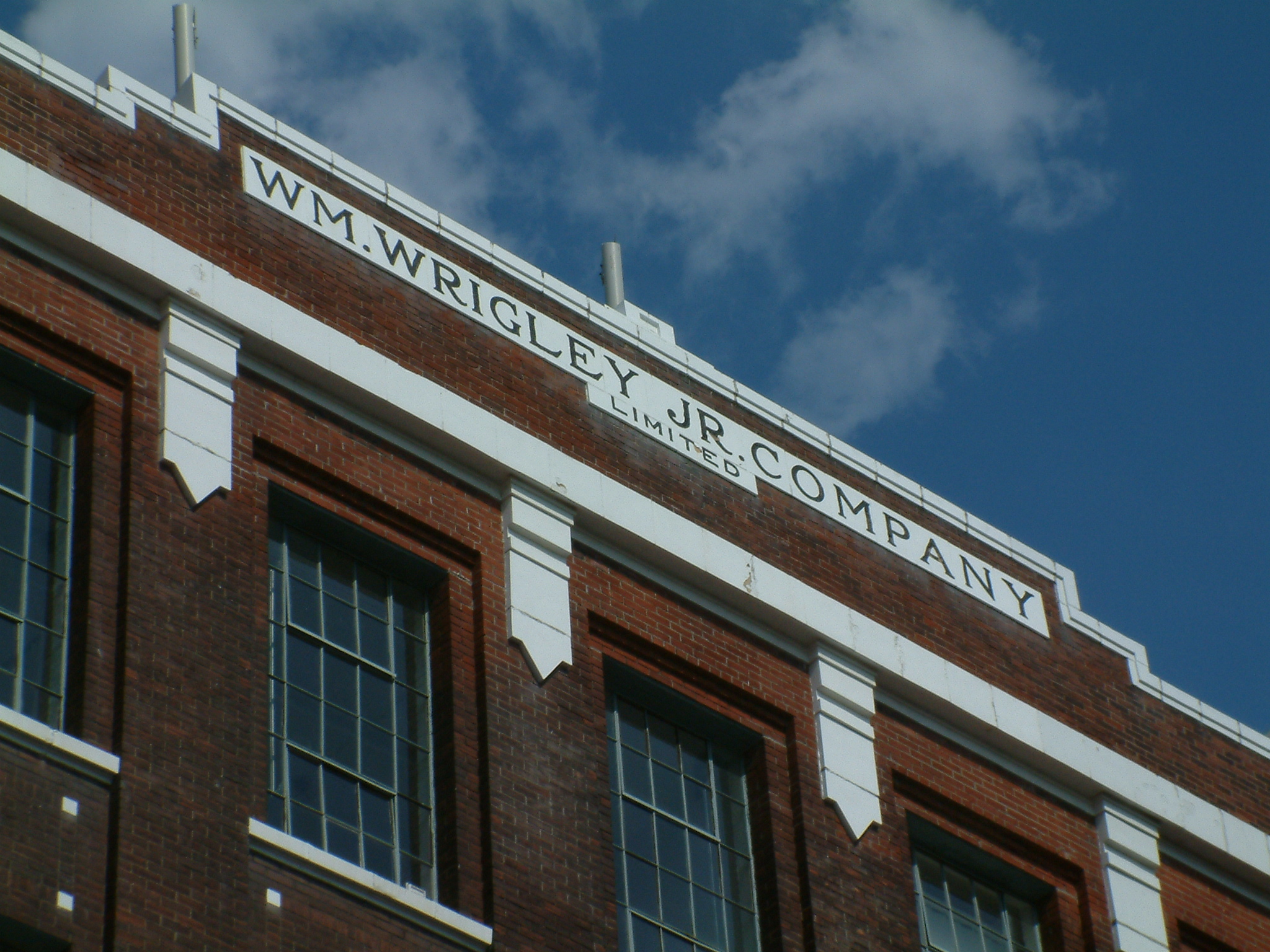
Los Wrigley Lofts, anteriormente la sede de Wm. Wrigley Jr. Co. Ltd. ubicada en Toronto, Canadá.

 El "Hotel Arizona Biltmore" en Phoenix (Arizona) fue parcialmente financiado, y propiedad de Wrigley, quien además construyó la cercana Wrigley Mansion como una residencia de invierno en 1931, la cual con sus 1,500 m² era la más pequeña de las cinco residencias de su propiedad.   Wrigley dejó su fortuna a su hija Dorothy Wrigley Offield, e hijo, P.K. Wrigley, quién continuó dirigiendo los negocios de la compañía los siguientes 45 años hasta su muerte. Su bisnieto William Wrigley, Jr. II es el secretario ejecutivo y ex CEO de la Wrigley Company. Mr Wrigley, Jr. fue reconocido en  el "Junior Achievement U.S. Business Hall of Fame" en el año 2000.